# Saint-Vallier, Charente
 Saint-Vallier  là một xã ở tỉnh Charente phía tây nước Pháp. Xã này có diện tích 18,21 km², dân số năm 1999 là 167 người. Khu vực này có độ cao 120 mét trên mực nước biển.